# Nycterosea brunneipennis
Nycterosea brunneipennis là một loài bướm đêm trong họ Geometridae.